# Rich Franklin
Richard Jay 'Rich' Franklin II (Cincinnati, 5 oktober 1974) is een Amerikaans voormalig MMA-vechter. Hij was van juni 2005 tot oktober 2006 UFC-wereldkampioen in het middengewicht (tot 84 kilo). Daarnaast kwam hij ook uit in het lichtzwaargewicht (tot 93 kilo). Franklin werd in 2014 vicepresident van de Singaporese MMA-organisatie ONE Championship.

## Carrière
Franklin heeft een achtergrond in karate en Braziliaans jiujitsu. Voor hij zich voltijds ging toeleggen op MMA, haalde hij een bachelor wiskunde en een master onderwijskunde. Hij debuteerde in juni 1999 in MMA met een zege op Michael Martin. Die versloeg hij na 21 seconden in de eerste ronde door hem met een trap naar het hoofd knock-out (KO) te schoppen. Voor Franklin begon daarmee een reeks van elf overwinningen en één gelijkspel (no contest) voor hij in april 2003 debuteerde onder de vlag van de UFC. Hij voegde die dag weer een zege aan zijn totaal toe door Evan Tanner na een halve ronde technisch knock-out (TKO) te slaan. Lyoto Machida bracht Franklin uiteindelijk in december 2003 in zijn zestiende MMA-partij zijn eerste nederlaag toe (TKO).
Franklin richtte zich na zijn nederlaag tegen Machida op met overwinningen op Leo Sylvest en Ralph Dilon (beide middels submissie). Hij won daarna in oktober 2004 zijn eerste wedstrijd in het middengewicht, van Jorge Rivera (submissie). Na 19 overwinningen in 21 partijen mocht Franklin in juni 2005 vechten om de UFC-titel in het middengewicht. Die dag kreeg hij voor de tweede keer te maken met Tanner, inmiddels regerend kampioen. Franklin won ook hun tweede ontmoeting middels TKO, nu in de vierde ronde.
Franklin verdedigde zijn UFC-titel twee keer, tegen Nate Quarry (KO) en David Loiseau (unanieme jurybeslissing). Anderson Silva nam hem in oktober 2006 zijn titel af. Hij ging KO naar aanleiding van een kniestoot na drie minuten in de eerste ronde. Franklin versloeg daarop Jason MacDonald (TKO) en Yushin Okami (unanieme jurybeslissing) en verdiende daarmee in oktober 2007 een kans om de titel terug te winnen van Silva. Diens knieën werden hem opnieuw fataal, nu in de tweede ronde (TKO).
Franklin vocht na zijn tweede nederlaag tegen Silva nog negen partijen, in het middengewicht, het lichtzwaargewicht en verschillende keren op afgesproken gewichten buiten de reguliere klassen om. Hij voegde nog onder meer twee overwinningen op Wanderlei Silva en een zege op Chuck Liddell aan zijn palmares toe. Onder anderen Vitor Belfort (TKO), Forrest Griffin (unanieme jurybeslissing) en voormalig Strikeforce- en Pride-kampioen Dan Henderson deden zijn aantal verliespartijen in de eindfase van zijn carrière nog oplopen van drie naar zeven.
Franklin had bijna drie jaar niet meer gevochten toen hij in september 2015 officieel bekendmaakte dat hij stopte met MMA.

## Maatschappelijke carrière
Voor Franklin zich voltijd ging bezighouden met MMA, haalde hij een bachelor in wiskunde en een master in onderwijs. Hij gaf wiskundeles aan een middelbare school en begon in 2002 samen met een zakenpartner een merk voor vechtsportkleding- en benodigdheden. Hij opende in 2013 met een partner een eetgelegenheid met onder meer sappen, smoothies, glutenvrij eten en veganistische pastei. De sappen sloegen dermate goed aan dat het bezoekadres na negen maanden sloot en de focus werd verlegd naar distributie in fles naar groothandels. Franklin werd in 2014 aangesteld als vicepresident van de Singaporese MMA-organisatie ONE Championship.

## Film en televisie
Franklin debuteerde in 2008 als acteur. Hij was te zien in onder meer de volgende films:
- Cyborg Soldier - als Isaac (2008)
- The Genesis Code - als Coach Edwards (2010)
- Hamill  - als Coach Pruitt (2010)
- Mantervention - als Coach Billings (2014)